# Gare de Vire
La gare de Vire est une gare ferroviaire française de la ligne d'Argentan à Granville, située sur le territoire de la commune de Vire-Normandie, dans le département du Calvados, en région Normandie.
C'est une gare de la Société nationale des chemins de fer français (SNCF), desservie par les trains des réseaux Intercités Normandie (ligne de Paris à Granville) et TER Normandie.

## Situation ferroviaire
Établie à 136 mètres d'altitude, la gare de Vire est située au point kilométrique (PK) 74,167 de la ligne d'Argentan à Granville, entre les gares ouvertes de Flers et de Granville. 
Avant Granville, se trouvent les haltes de Villedieu-les-Poêles et Folligny. Autrefois, avant Villedieu-les-Poêles, se trouvaient les haltes fermées de Mesnil-Clinchamps, Saint-Sever-Calvados, et Saint-Aubin-des-Bois.
Avant Flers, se trouvaient autrefois les gares fermées de Viessoix, Bernières-le-Patry, Monsecret-Vassy et Cerisi-Belle-Étoile.
Elle était également l'origine de l'ancienne ligne de Vire à Romagny aujourd'hui réaménagée en voie verte et le terminus de l'ancienne ligne de Caen à Vire aujourd'hui déposée.

## Histoire
La gare de Vire a été ouverte le 16 septembre 1867 pour la mise en service de la section de Flers à Vire. La gare a fait office de terminus jusqu'au prolongement de la ligne jusqu'à Granville, le 3 juillet 1870.
Le 18 décembre 1887, la gare a été reliée à Romagny par Les Maures, Sourdeval et Mortain-Le Neufbourg. Le 1er juin 1891, la gare de Vire a été directement connectée à celle de Caen ; l'année suivante, elle a été raccordée à la gare de Saint-Lô grâce à un embranchement ferroviaire à partir de Guilberville. 
Le transport de voyageurs jusqu'à Caen a cessé le 1er mars 1938. Le fret a ensuite été limité à Saint-Martin-des-Besaces, puis à la Graverie. Finalement la ligne de Caen à Vire a été définitivement fermée. La ligne de Vire à Romagny a été fermée au trafic voyageur le 2 octobre 1938. Le transport de marchandises a ensuite été suspendu. Ces deux lignes ont été déclassées et déferrées.
La gare est anéantie le 6 juin 1944 par les  bombardements alliés. 
Elle est totalement reconstruite à partir d'octobre 1952. Elle est mise en service le 3 juin 1956. Elle s'inspire d'un style architectural traditionnel local par ses matériaux (granit, ardoise) et ses formes (toits à fortes pentes).

## Fréquentation
De 2015 à 2023, selon les estimations de la SNCF, la fréquentation annuelle de la gare s'élève aux nombres indiqués dans le tableau ci-dessous.
| Année     | 2015   | 2016   | 2017   | 2018   | 2019   | 2020   | 2021   | 2022   | 2023    |
| --------- | ------ | ------ | ------ | ------ | ------ | ------ | ------ | ------ | ------- |
| Voyageurs | 74 891 | 75 950 | 77 151 | 71 071 | 80 187 | 50 430 | 57 098 | 92 269 | 103 822 |

## Service des voyageurs

### Accueil
Gare SNCF, elle dispose d'un bâtiment voyageurs avec guichet (ouvert tous les jours) et de distributeurs automatiques de titres de transport régionaux. Elle est équipée d'un quai latéral et d'un quai central, le quai « A IMPAIR » (latéral), pour la voie 1, qui dispose d'une longueur totale de 300 m et le quai « A PAIR » (central), pour la voie 2, qui dispose d'une longueur totale de 260 m. Les deux quais possèdent des abris voyageurs. Le changement de quai se fait par une passerelle.
Début novembre 2017, la SNCF annonce la fermeture du guichet de la gare pour le 1er janvier 2018. Une pétition est lancée recueillant plusieurs milliers de signatures. Finalement, la municipalité a repris la gestion du guichet, sous convention avec la SNCF. Ouverture du guichet du lundi au samedi inclus (sauf jours fériés) : matin 8 h 45-12 h 30 ; après-midi : 13 h 30-17 h 20. 

### Desserte
La gare est desservie par la ligne commerciale Paris - Granville (Intercités) et par la ligne commerciale Dreux - Argentan - Granville (TER Normandie).

### Intermodalité
La gare est desservie par les lignes 120 et 303 du réseau Manéo, les lignes 32, 33, 80 et 81 du Bus verts du Calvados et par la ligne 13A du réseau Cap'Orne. Un parking et un parc à vélos sont aménagés à ses abords.  Depuis juin 2023, dix cases à vélos, dont six pour vélos électriques, ont été installées à proximité de la gare.